# Tour de Romandía 1951
La 5.ª edición del Tour de Romandía se disputó del 3 de mayo al 6 de mayo de 1951 con un recorrido de 896 km dividido en 5 etapas, con inicio y fin en Friburgo.
El vencedor fue el suizo Ferdi Kübler, consiguiendo su segunda victoria en el Tour de Romandía, tras la del 1948, cubriendo la prueba a una velocidad media de 35,9 km/h.

## Etapas[1]
| Etapa | Recorrido           | Km  | Ganador       |
| 1.ªa  | Friburgo-Vevey      | 111 | Ferdi Kübler  |
| 1.ªb  | Vevey-Fully         | 102 | Ferdi Kübler  |
| 2.ª   | Fully-Ginebra       | 222 | Ferdi Kübler  |
| 3.ª   | Ginebra-Porrentruy  | 231 | Bernardo Ruiz |
| 4.ª   | Porrentruy-Friburgo | 230 | Ferdi Kübler  |

## Clasificaciones
Así quedaron los diez primeros de la clasificación general de la segunda edición del Tour de Romandía
| \| 1. \| Ferdi Kübler \| Suiza \| 24h54'13" \| \| \| 2. \| Hugo Koblet \| Suiza \| + 2'56" \| \| \| 3. \| Fritz Schaer \| Suiza \| + m.t \| \| \| 4. \| Martin Metzger \| Suiza \| + 7'44" \| \| \| 5. \| Fiorenzo Crippa \| Italia \| + 8'54" \| \| \| 6. \| Andrea Carrea \| Italia \| + 9'50" \| \| \| 7. \| Fritz Zbinden \| Suiza \| + 14'50" \| \| \| 8. \| Donato Zampini \| Italia \| + 15'57" \| \| \| 9. \| Ettore Milano \| Italia \| + 21'03" \| \| \| 10. \| Gottfried Weilenmann \| Suiza \| + 21'11" \| \| |                      |        |           |  |
| 1. | Ferdi Kübler         | Suiza  | 24h54'13" |  |
| 2. | Hugo Koblet          | Suiza  | + 2'56"   |  |
| 3. | Fritz Schaer         | Suiza  | + m.t     |  |
| 4. | Martin Metzger       | Suiza  | + 7'44"   |  |
| 5. | Fiorenzo Crippa      | Italia | + 8'54"   |  |
| 6. | Andrea Carrea        | Italia | + 9'50"   |  |
| 7. | Fritz Zbinden        | Suiza  | + 14'50"  |  |
| 8. | Donato Zampini       | Italia | + 15'57"  |  |
| 9. | Ettore Milano        | Italia | + 21'03"  |  |
| 10. | Gottfried Weilenmann | Suiza  | + 21'11"  |  |